# Coreidae
Famille
Synonymes
- Coreides Leach, 1815[2]

Taxons de rang inférieur
- Voir le texte

Les Coreidae (coréidés) sont une importante famille d'insectes du sous-ordre des hétéroptères (punaises), comportant plusieurs milliers d'espèces.

## Description
Les Coreidae ont un corps généralement allongé, mais robuste, parfois elliptique ou à côtés parallèles, et de couleurs très variable. Certaines espèces ont des excroissances étranges aux fémurs postérieurs, aux segments 2 et 4 des antennes ou au pronotum. La tête est relativement petite par rapport au corps. Les antennes sont insérées au-dessus de la hauteur de la moitié des yeux. Le 4e article antennaire est plus épais que les 3 autres. Les fémurs et tibias postérieurs sont souvent élargis, parfois épineux. Elles se caractérisent en particulier par des membranes des ailes avec de nombreuses veines longitudinales, alors que les Lygaeoidea n'en ont que rarement plus que 4 ou 5. Elles ont des tarses de 3 articles, et des ocelles en arrière des yeux. Au sein des Coreoidea, elles se distinguent par l'orifice des glandes odoriférantes bien visible (par contraste avec les Rhopalidae) et sans processus de soie qui en émerge (par contraste avec les Hyocephalidae); par des buccules (petites excroissances entourant la base du rostre) s'étendant vers l'arrière au-delà de la base des antennes (par contraste avec les Alydidae et les Stenocephalidae). Leur taille peut varier de 7 à 45 mm de long dans le monde,,. Et entre 6 et 25 mm en France.

## Répartition et habitat
Les Coreidae sont cosmopolites, avec la plus grande diversité dans les régions tropicales et subtropicales. Les Meropachyinae sont limités à l'écozone néotropicale,. En France, ces punaises peuvent se trouver dans tout type de milieux et de strates de végétation mais la majorité des espèces préfèrent les milieux ensoleillés, secs et à végétation dense.

## Biologie

### Cycle de vie
Les œufs sont souvent allongés (rarement globuleux) de type Pentatomorphe avec un pseudo-opercule (Coreus) ou sans (les autres espèces). Ils sont souvent collés au substrat ou à d’autres œufs, chez quelques espèces ils peuvent être fixés par un appendice basal à la face inférieure des feuilles. Ils sont généralement pondus par groupe d’une dizaine d’œufs. Chez quelques espèces, les œufs sont empilés les uns sur les autres (Ceraleptus gracilicornis).
Comme chez la plupart des punaises, 5 stades juvéniles se succèdent grâce à des mues, dont la durée de développement varie selon les espèces et la température.

### Alimentation
Les Coreidae sont phytophages et vivent pour la majorité dans la végétation, se nourrissant dans le système vasculaire des plantes et sur les parties reproductives (sève, fruis, graine). La plupart des espèces sont polyphages et peuvent se nourrir d'une à plusieurs familles de plantes  (30 pour Coreus marginatus). Occasionnellement, de la coprophagie a été documentée. La sous-famille des Pseudophloeinae se nourrit notamment sur les racines superficielles et les graines. Mais elles ajoutent un régime coprophages et/ou nécrophages par manque de protéines animales. Elles ponctionnent donc des exsudations de cadavres et de matières fécales . En Australie, le genre Amorbus est l'un des rares hétéroptères à exploiter l'Eucalyptus. Souvent, les Coreidae acquièrent dans leur environnement des lignées de Burkholderia pour leur microbiote intestinal, de la même manière que chez les Alydidae et plusieurs Lygaeoidea,.

### Parasites
Une espèce de Tripanosomidae du genre Phytomonas a été découvert chez la Corée marginée, Coreus marginatus.

### Moyens de défense
Ces punaises ont des glandes odorantes au rôle répulsif, contenant parfois des phéromones d’alarmes.

### Importance économique
Un certain nombre d'espèces ont un impact économique important en s'en prenant à des plantes cultivées. C'est notamment le cas avec Anasa tristis et quelques autres espèces du même genre, qui s'en prennent aux cultures de Cucurbitaceae en Amérique du Nord. Pseudotheraptus wayi cause des dommages aux cultures de noix de coco en Afrique de l'Est. Des espèces du genre Amblypelta causent des dommages similaires à diverses espèces de noix aux îles Salomon, en Asie et en Australie. Certains Leptoglossus causent des dégâts dans les jardins et les cultures: L. gonagra dans la région Pacifique et le S de l'Afrique, L. phyllopus dans le S des E-U, L clypealis dans les pistachiers de Californie, L corculus et L. occidentalis pour les graines de pins (Pinus) en Amérique du Nord, la dernière ayant gagné l'Europe. Anaplacnemis curvipes attaque plusieurs sortes de récoltes en Afrique tropicale, des espèces de Corecoris les cultures de patate douce dans les zones tropicales et subtropicales de l'hémisphère ouest; Phthia picta aux cultures de tomates dans les Caraïbes. Chez les Pseudophloeinae, Clavigralla gibbosa a été signalé en masse sur les cultures de pois d'Angole, qu'il peut sévèrement détruire. Clavigralla elongata attaque des cultures en Afrique de l'Est, et C. tomentosicollis aux cultures de haricots en Afrique subsaharienne. Cletus sp. s'en prend aux cultures de riz en Asie.

### Territorialité
Chez quelques grandes espèces, les mâles défendent vigoureusement des territoires tels que sommités fleuries. On estime que ce comportement est en rapport avec la morphologie élargie et parfois garnie d'épines des pattes postérieures.

### Agrégations
Des agrégations d'individus interviennent, notamment chez les juvéniles. Elles se réalisent par l'entremise de phéromones émises et perçues par des récepteurs du dernier segment apical des antennes. Les juvéniles ainsi réunis peuvent, chez Thasus gigas, l'une des plus grandes espèces d'Hétéroptères, éjecter des jets de fluide anal dans l'air ainsi que des excrétions des glandes odoriférantes.

### Soins parentaux
Des soins parentaux n'ont été observés que chez une seule espèce de Coreidae, Pyllomorpha laciniata. Les femelles de cette espèce pondent leurs œufs soit sur les plantes, soit sur le dos d'autres individus de leur espèce, mâles ou femelles. Les œufs ainsi portés ont plus de chance d'arriver à l'éclosion, même si les individus porteurs sont plus susceptibles d'être prédatés par des oiseaux.

### Stridulation
Certaines espèces peuvent striduler en frottant leur plectrum, situé sous le pronotum (bord interne du prothorax), et leur strigile, correspondant souvent à une nervure.

## Systématique
La famille a été décrite relativement tôt par l'entomologiste britannique William Elford Leach en 1815, incluant alors les actuels Rhopalidae et les Alydidae. Les principales divisions de la famille, dont les 4 sous-familles actuelles, Coreinae, Hydarinae, Meropachyinae et Pseudophloeinae, ont été établies par Stål entre 1867 et 1873. Toutefois, cette classification interne n'est pas complètement résolue dans une perspective cladistique. Selon les travaux de X. Li, celui-ci séparerait par exemple les Hydarinae et les Pseudophloeinae  des autres Coreidae (ce que des études ultérieures semblent confirmer,,), en leur donnant le statut de familles et qui seraient plus proches des Alydidae; élèverait au rang de sous-familles les tribus des Chariesterini et des Colpurini, et propose plusieurs nouvelles tribus. Des recherches ultérieures seront nécessaires avec un échantillonnage plus riche pour permettre de meilleurs résultats. La systématique des tribus au sein des Coreinae n'a pas non plus été révisée globalement.
Dans sa classification interne, la famille rassemble 4 sous-familles, 37 tribus, pour au moins 264 genres et 1184 espèces, ou, selon Schuh et Weirauch, respectivement 436 et 2567. En France, la famille est représentée par 35 espèces.

### Fossiles
Plusieurs fossiles de Coreidae ont été retrouvés, en Europe, en Asie et en Amérique du Nord, appartenant aux Coreinae, aux Pseudophloeinae ou sans sous-famille attribuée. Le plus ancien, Kerjiecoris oopsis, trouvé en Chine, remonterait au Carnien, premier étage du Trias supérieur, donc à entre -237 et −227 millions d'années environ. Certains fossiles retrouvés ont des antennes aux appendices exagérément développés, que l'évolution ne semble pas avoir maintenus au fil du temps, alors que les appendices aux pattes ont continué à exister.

### Galerie de quelques tribus

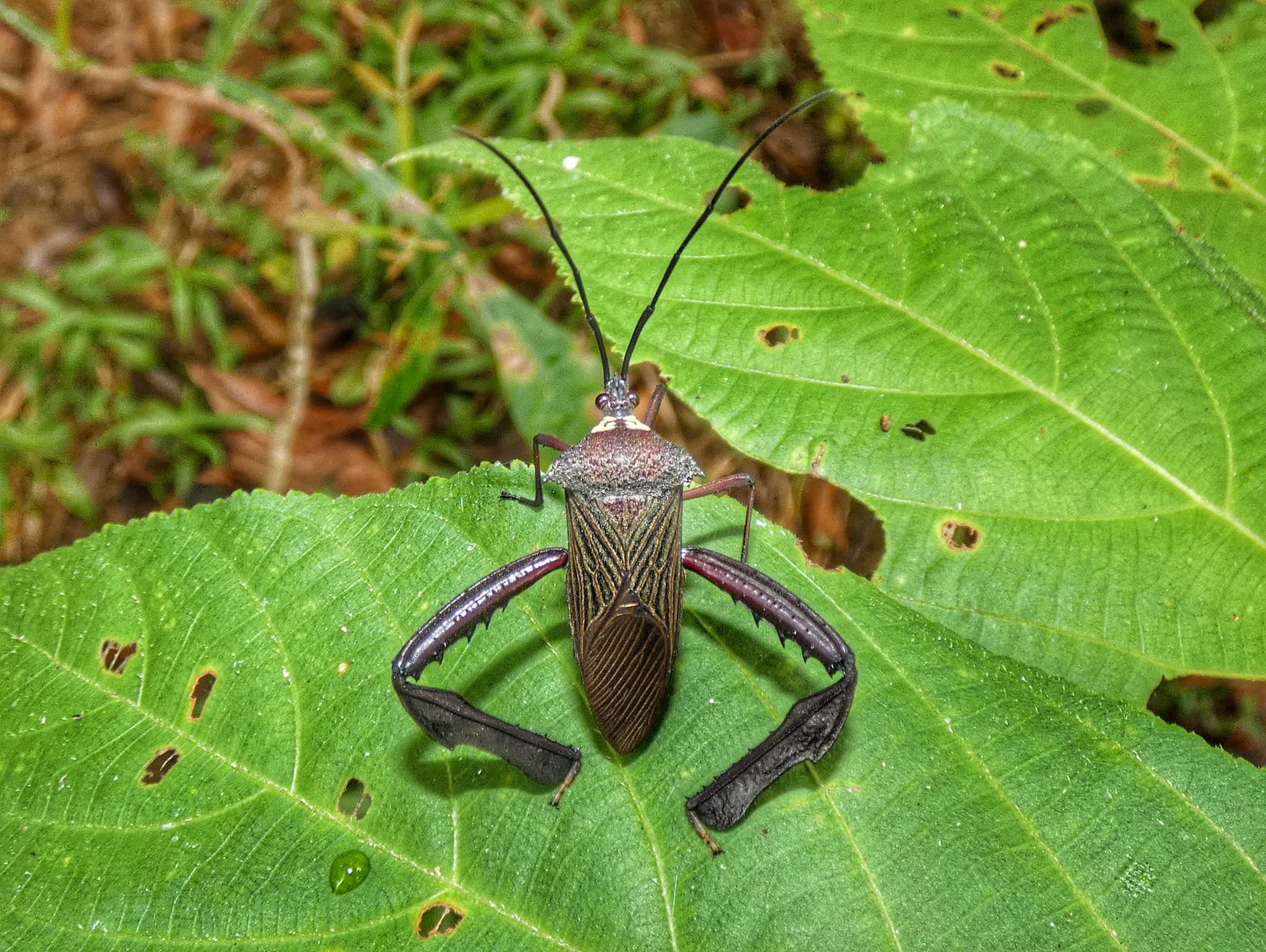
Coreinae Acanthocephalini : Acanthocephala latipes, Panama
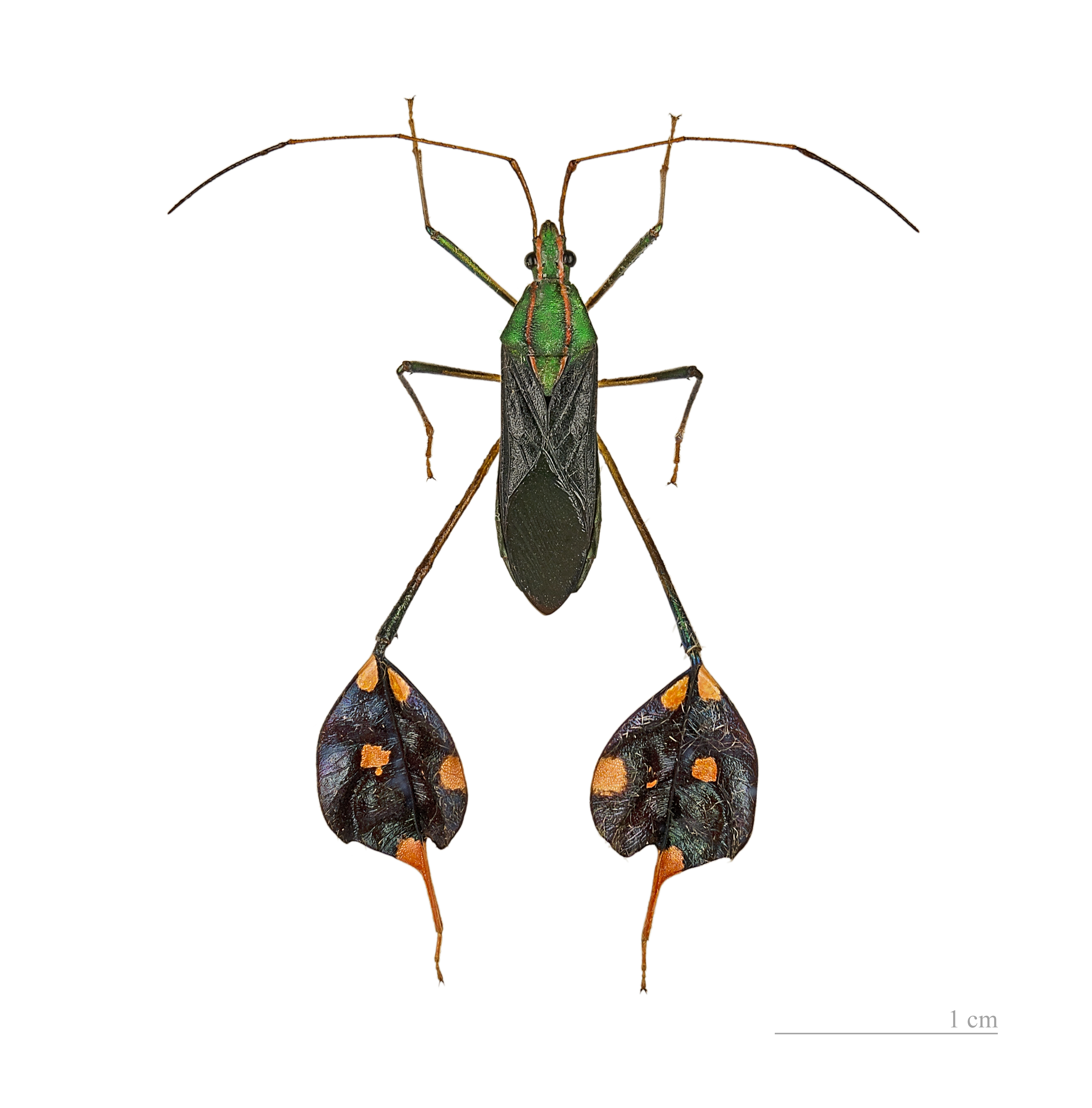
Coreinae Anisoscelini : Diactor bilineatus, Musée de Toulouse
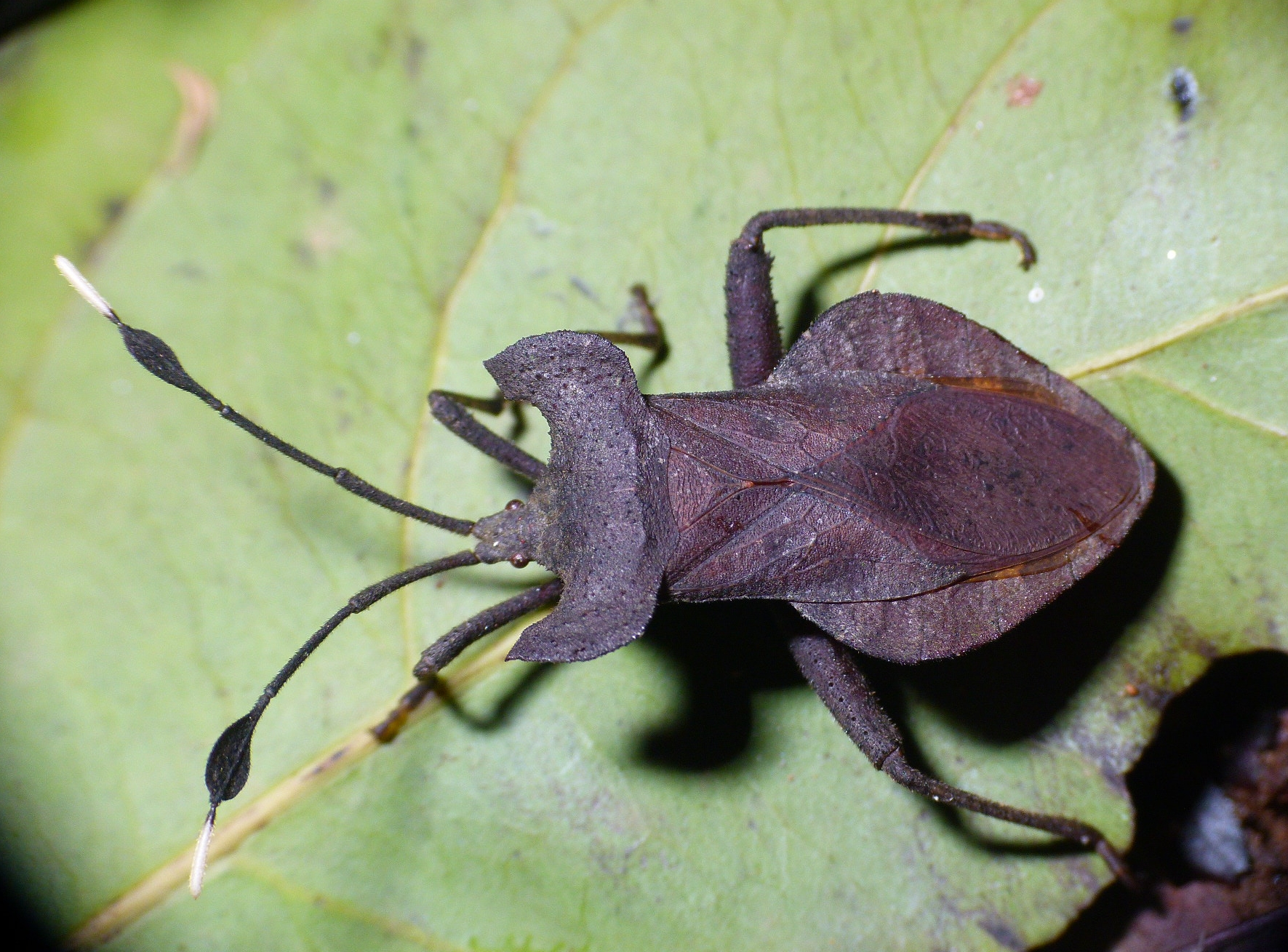
Coreinae Daladerini : Dalader sp., Inde
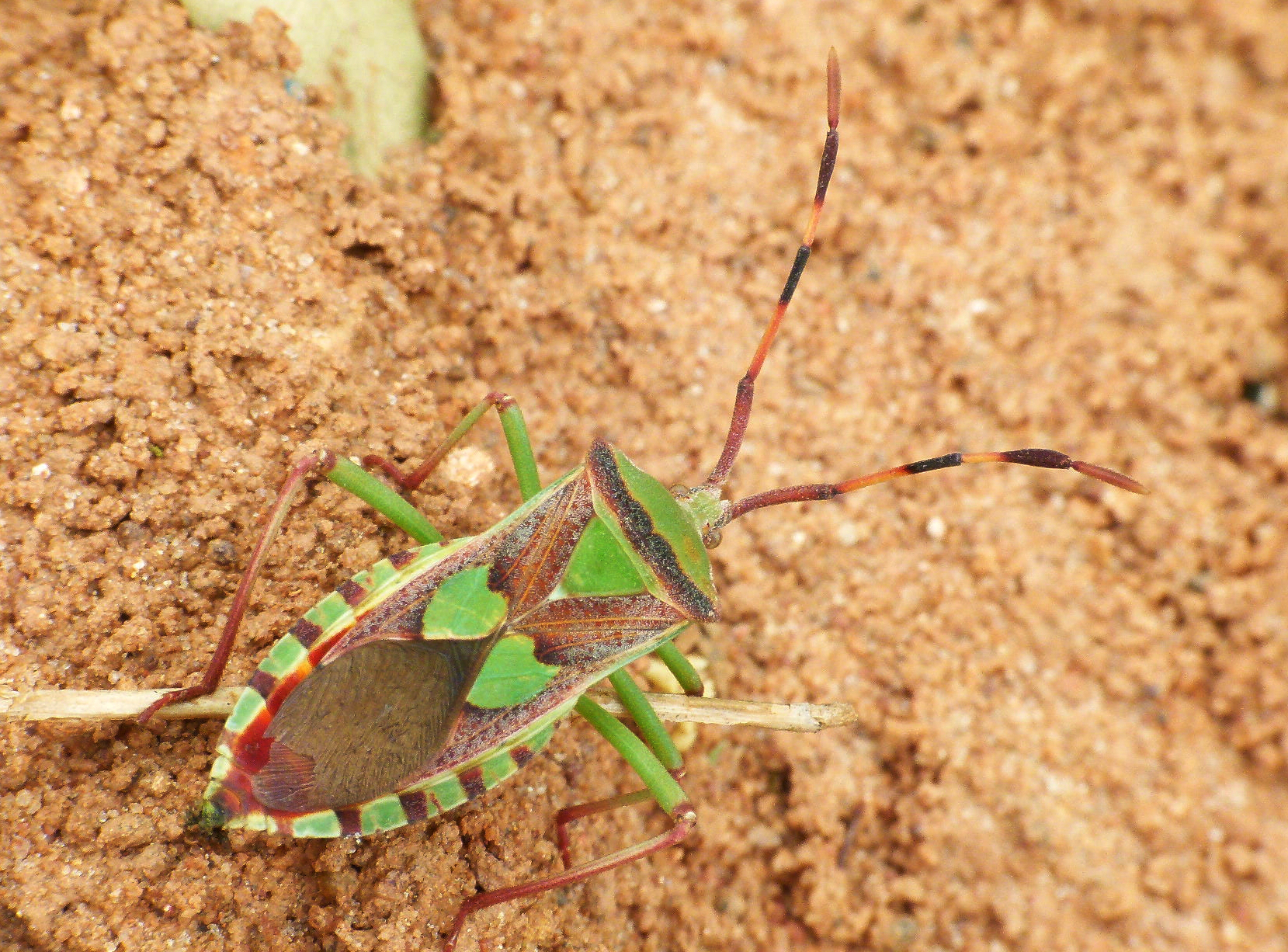
Coreinae Homoeocerini : Homoeocerus signatus, Inde
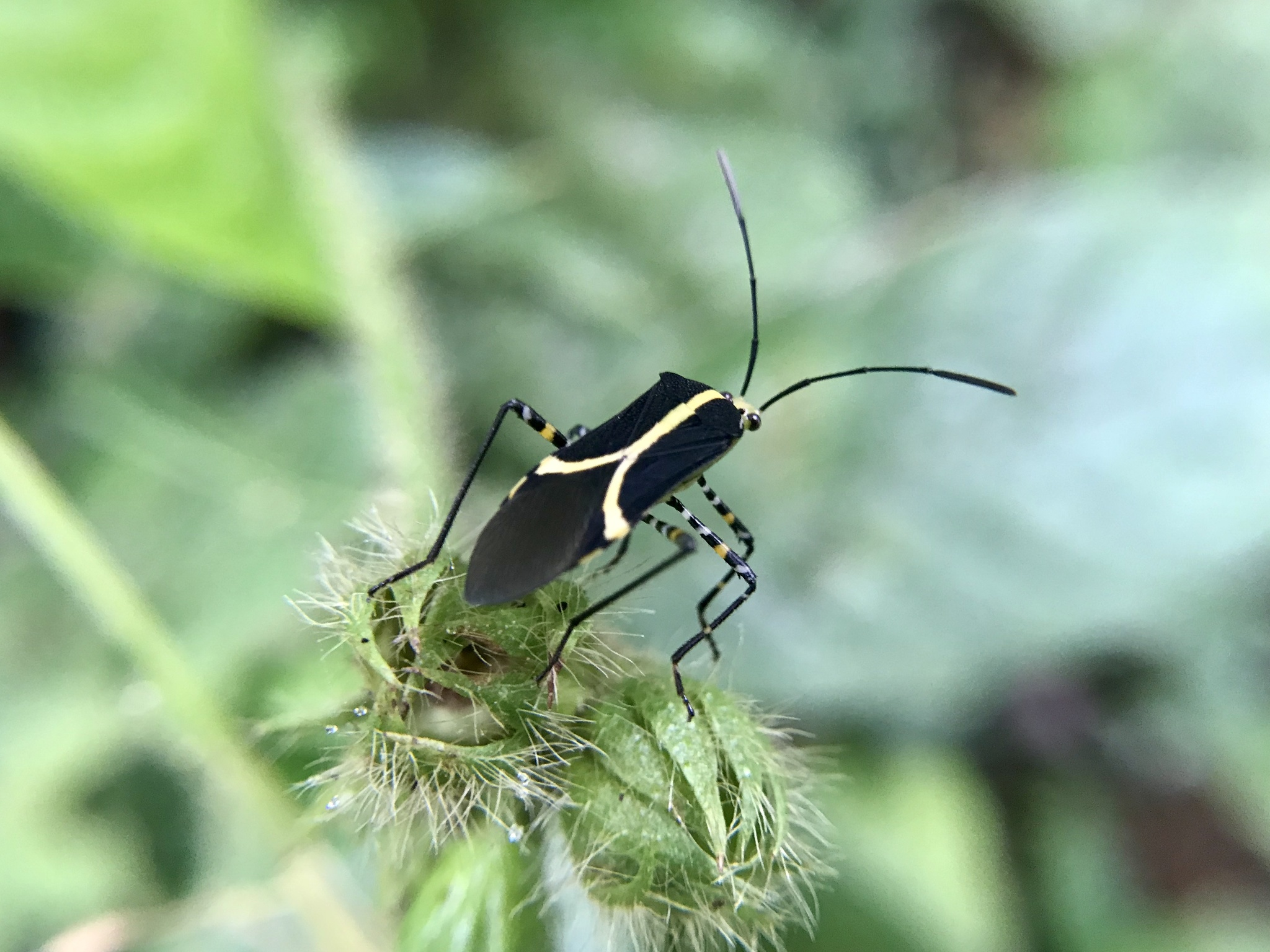
Coreinae Hypselonotini : Hypselonotus linea, Panama.
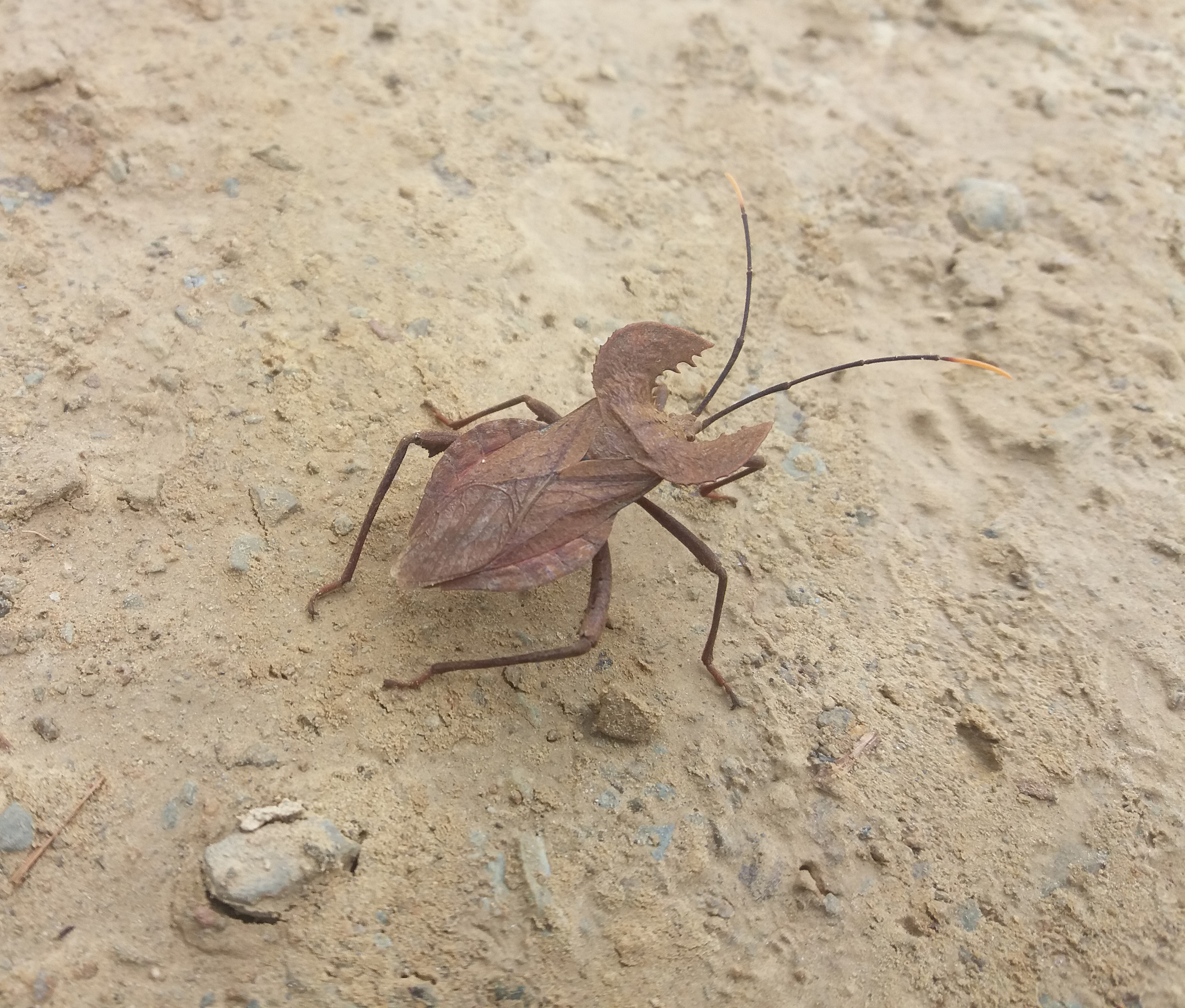
Coreinae Mictini : Derepteryx hardwicki, Népal
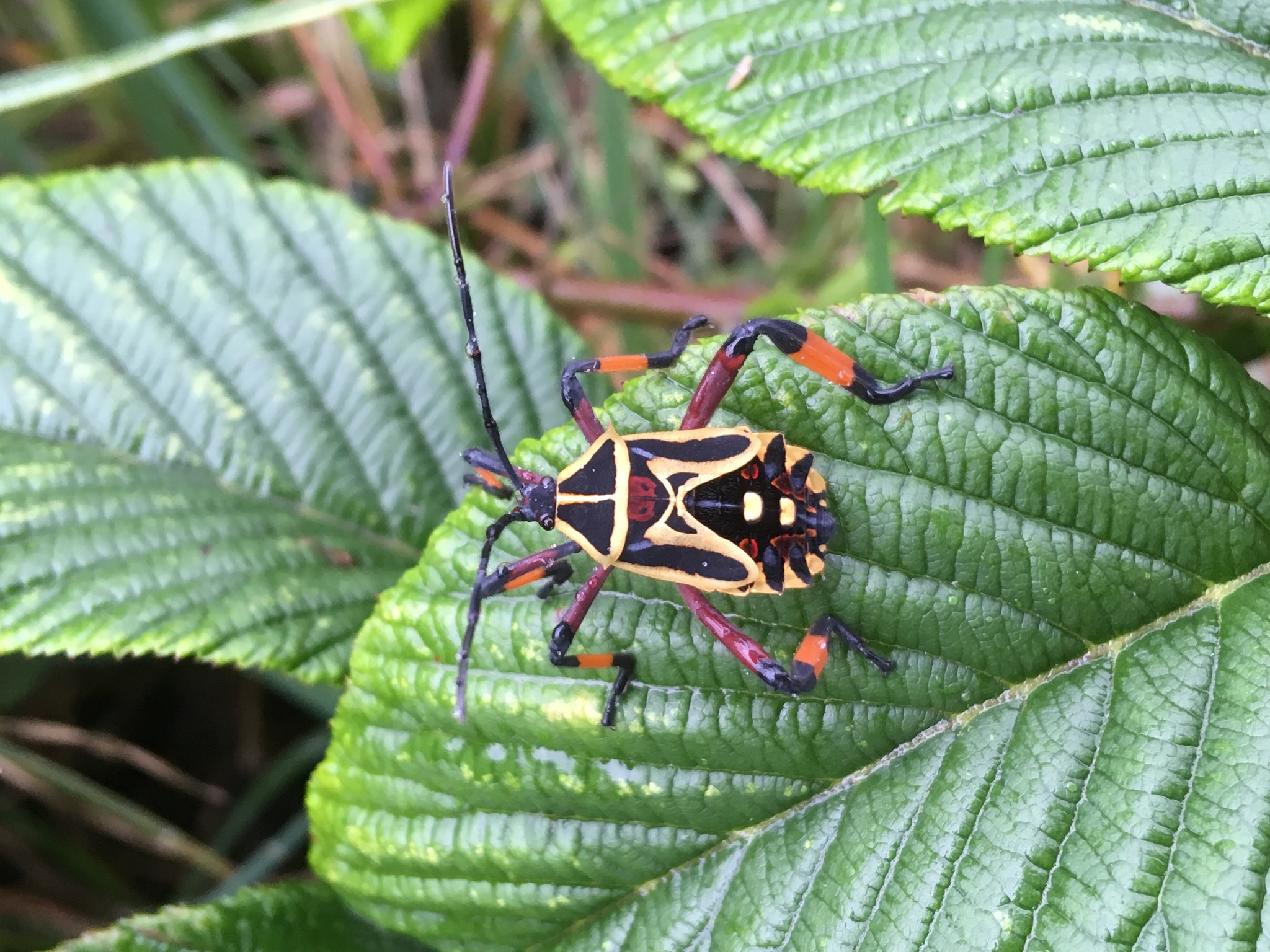
Coreinae Nematopodini : juvénile de Thasus heteropus, Colombie
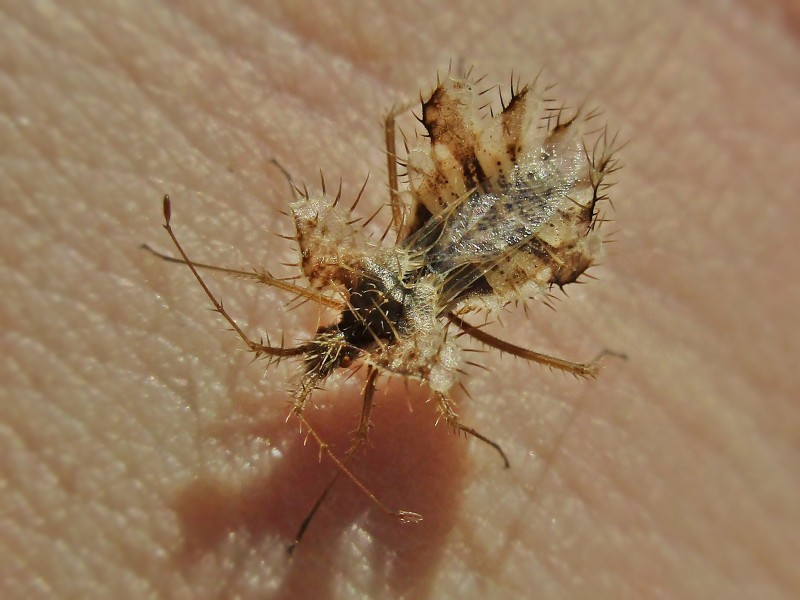
Coreinae Phyllomorphini : Phyllomorpha laciniata, Espagne
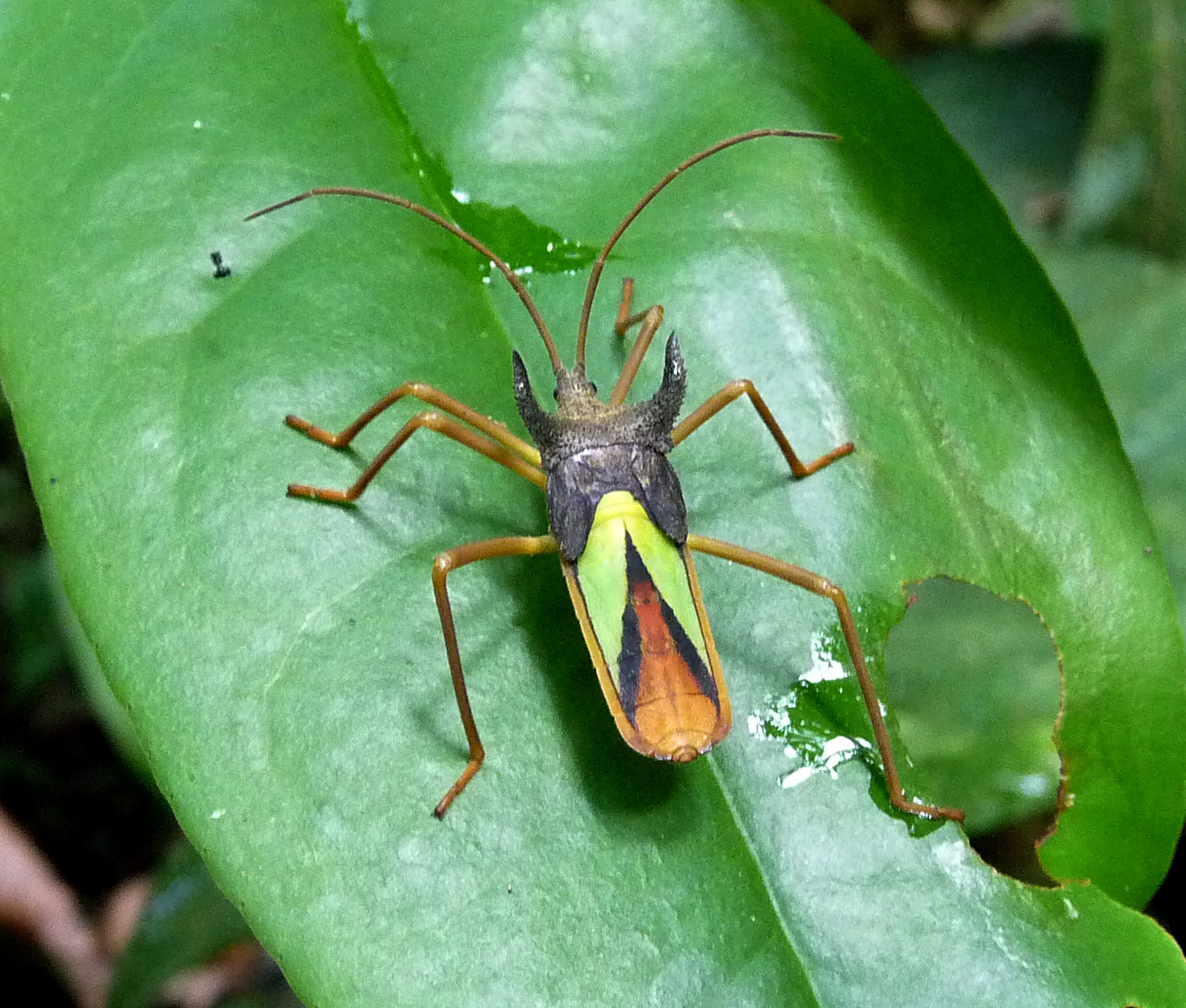
Coreinae Spartocerini : Euagona sp., Équateur
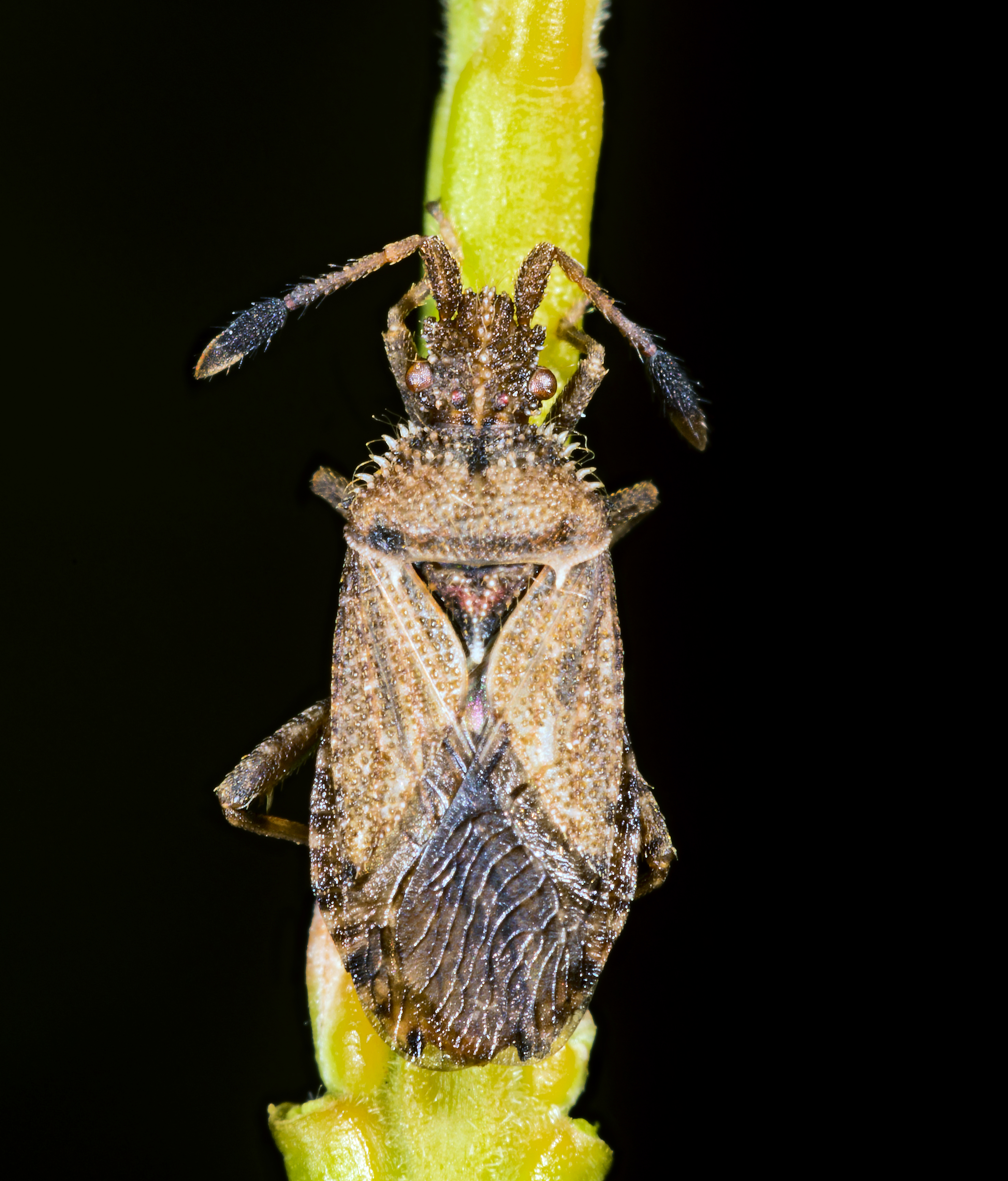
Pseudophloeinae Pseudophleini : Strobilotoma typhaecornis, Toulouse (France)

### Galerie de quelques espèces européennes

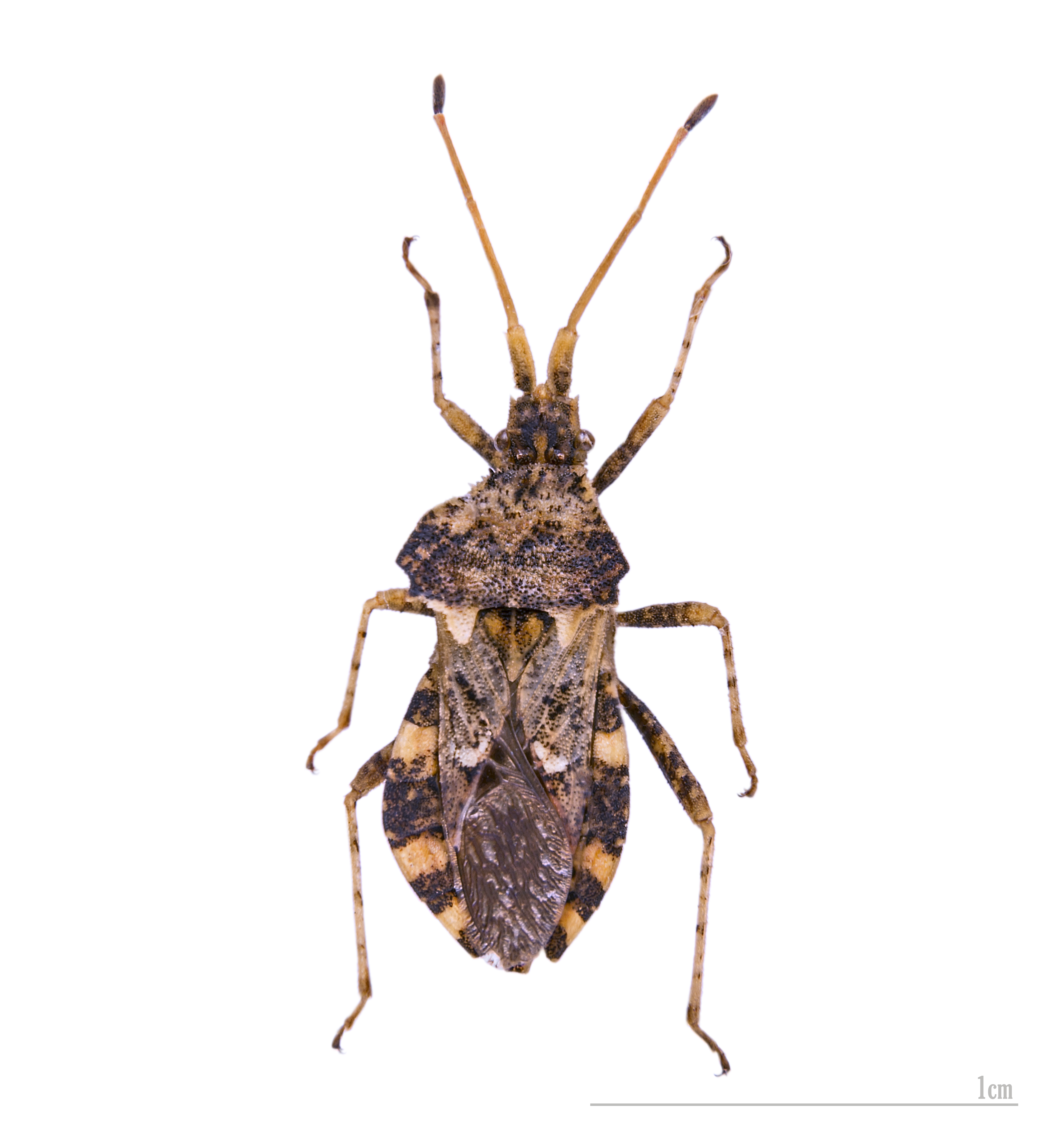
Centrocoris spiniger
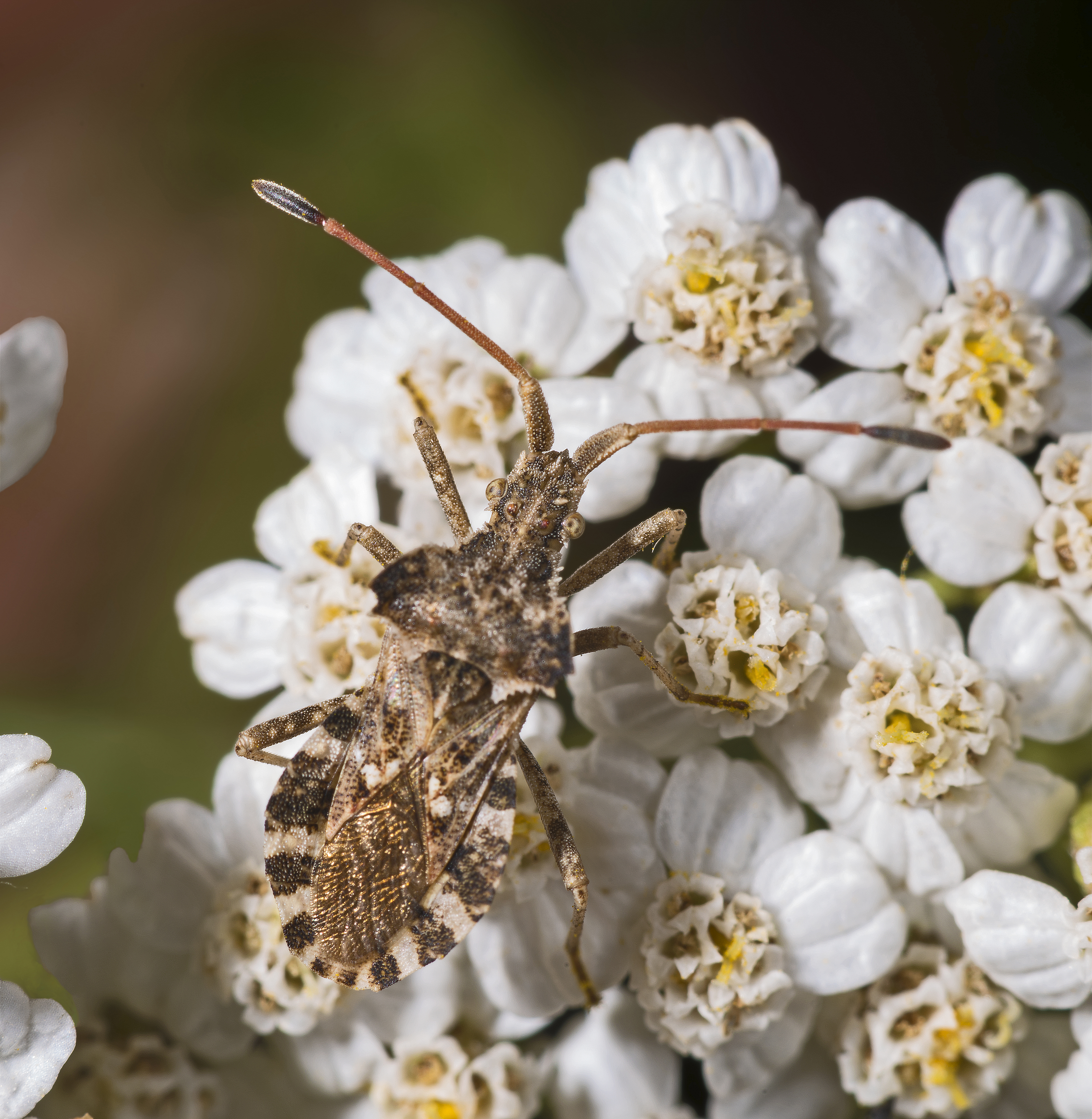
Centrocoris variegatus
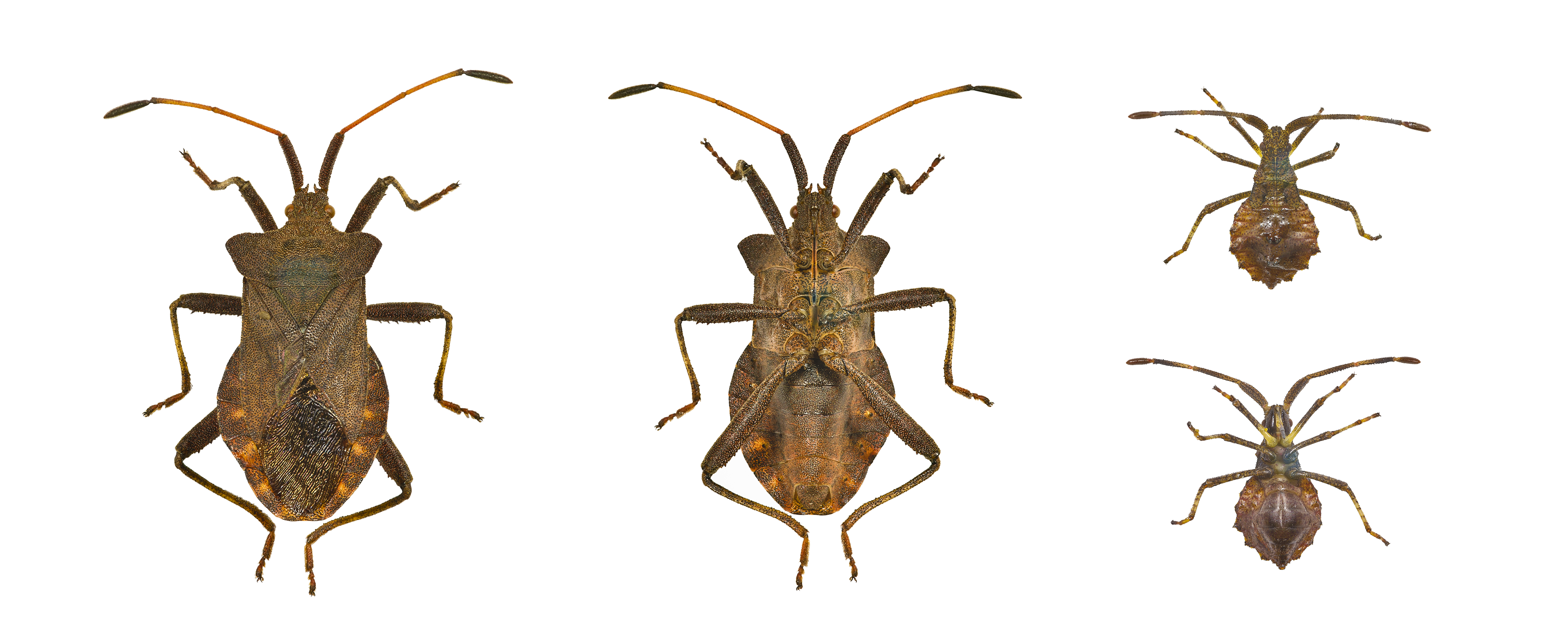
Coreus marginatus : formes adultes et juvéniles
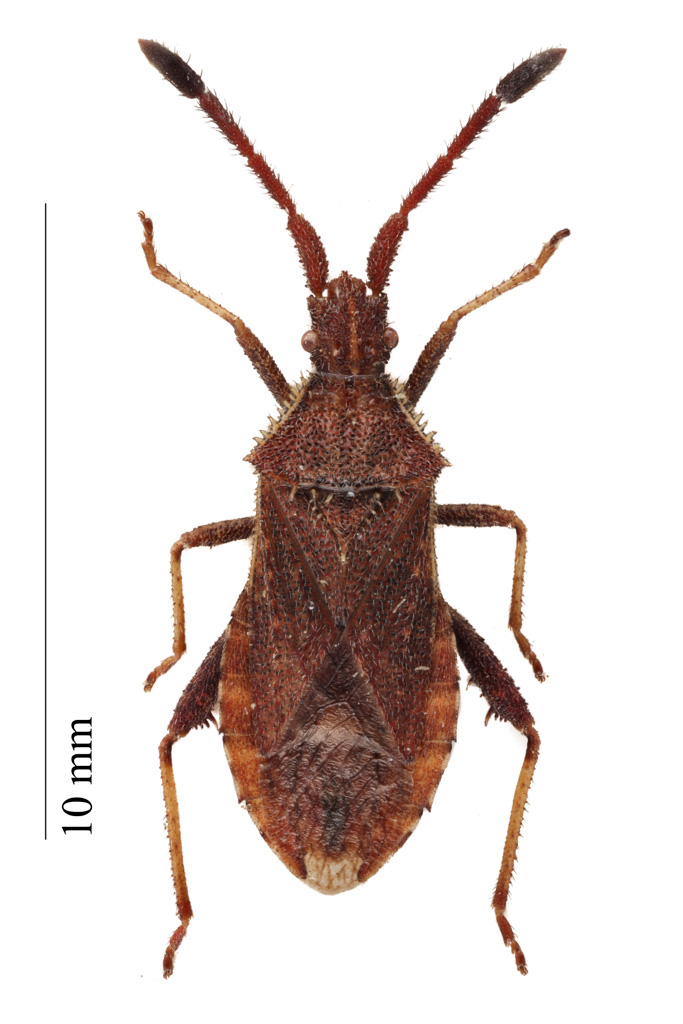
Coriomeris denticulatus
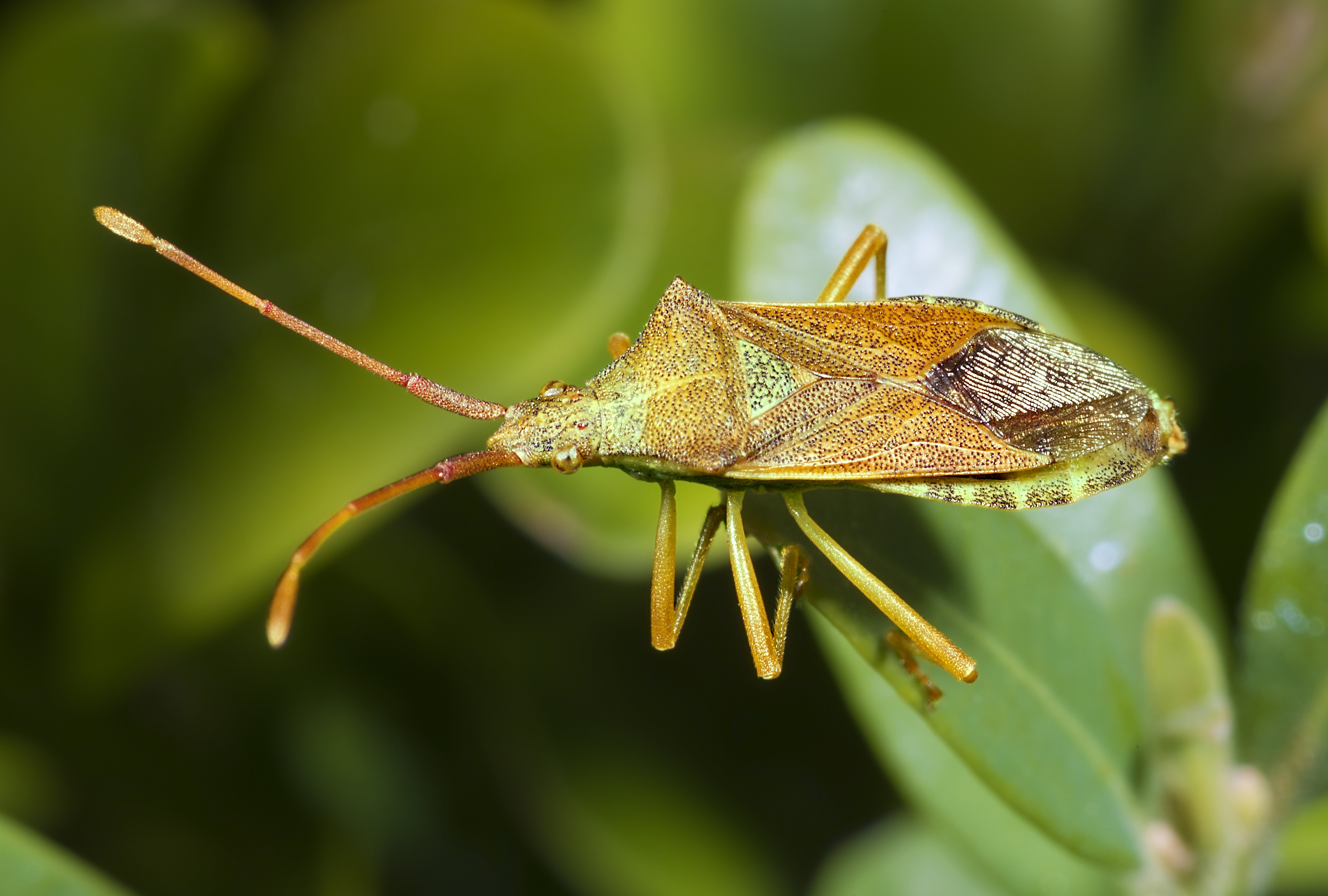
Gonocerus acuteangulatus
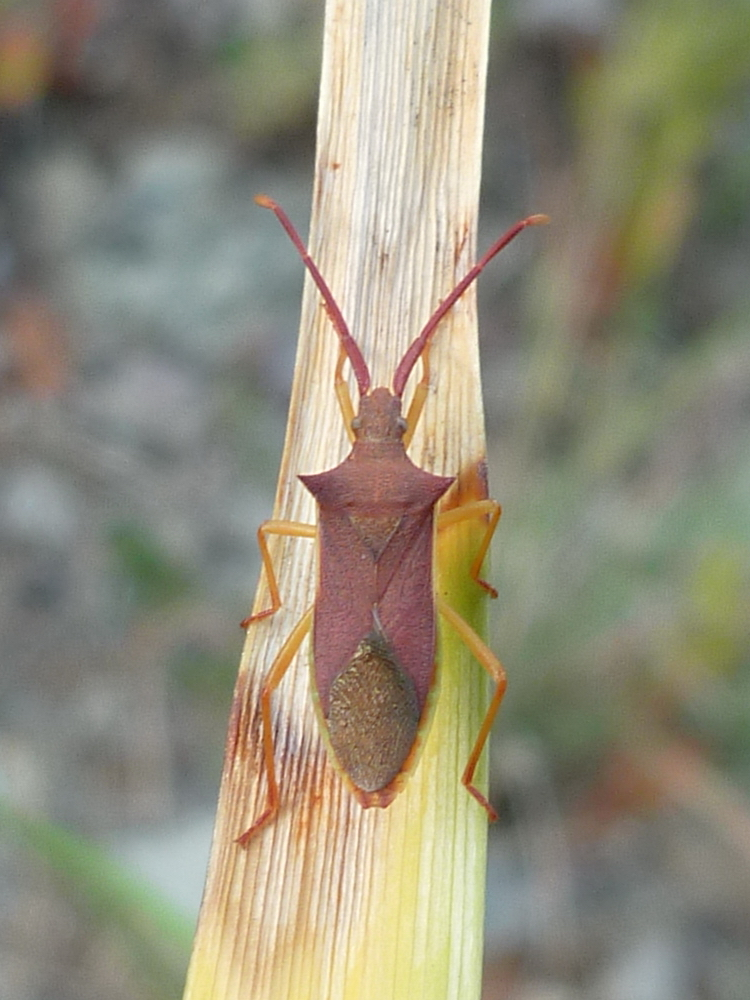
Gonocerus insidiator
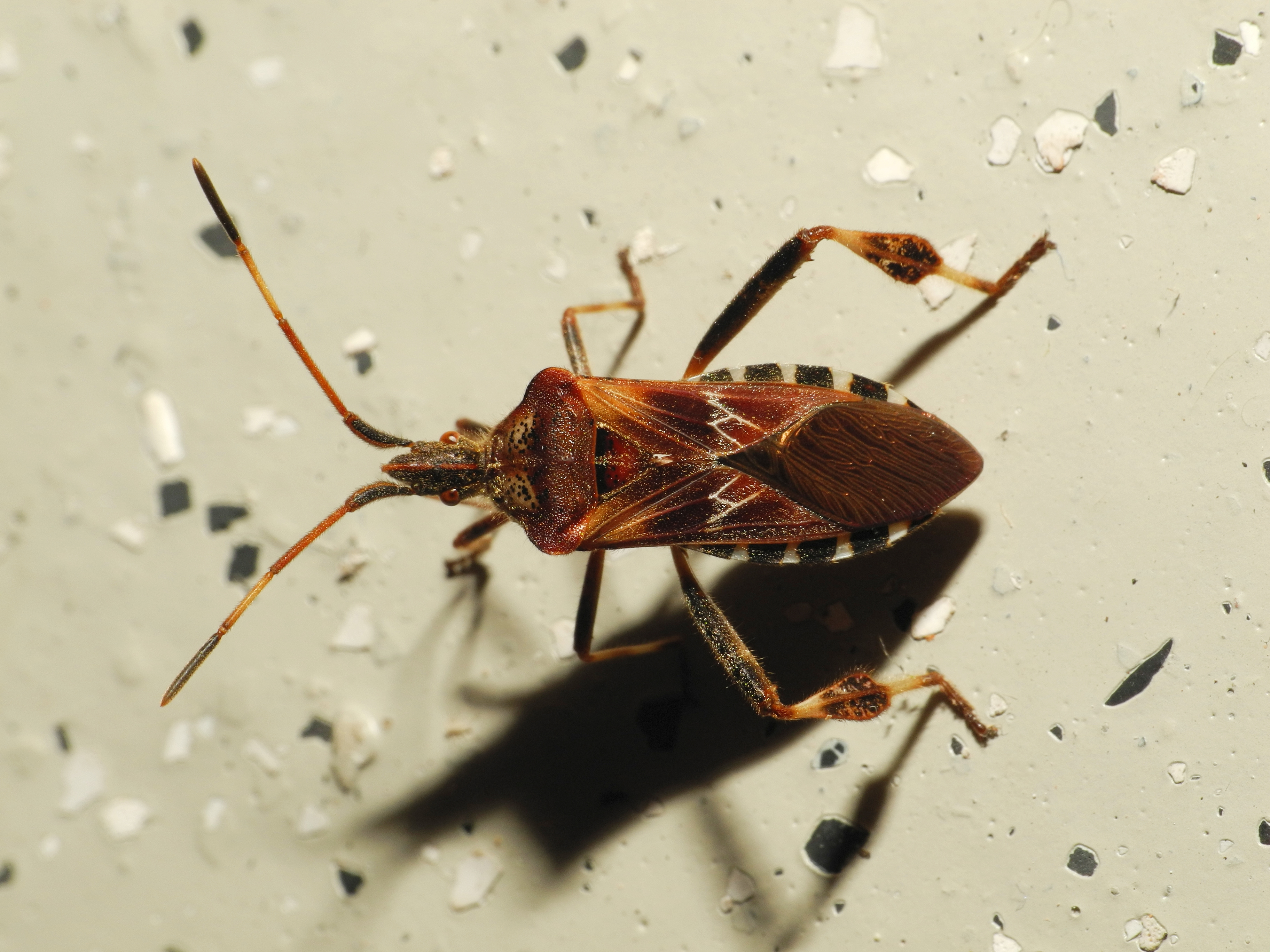
Leptoglossus occidentalis, punaise nord-américaine invasive, ravageur du Pin
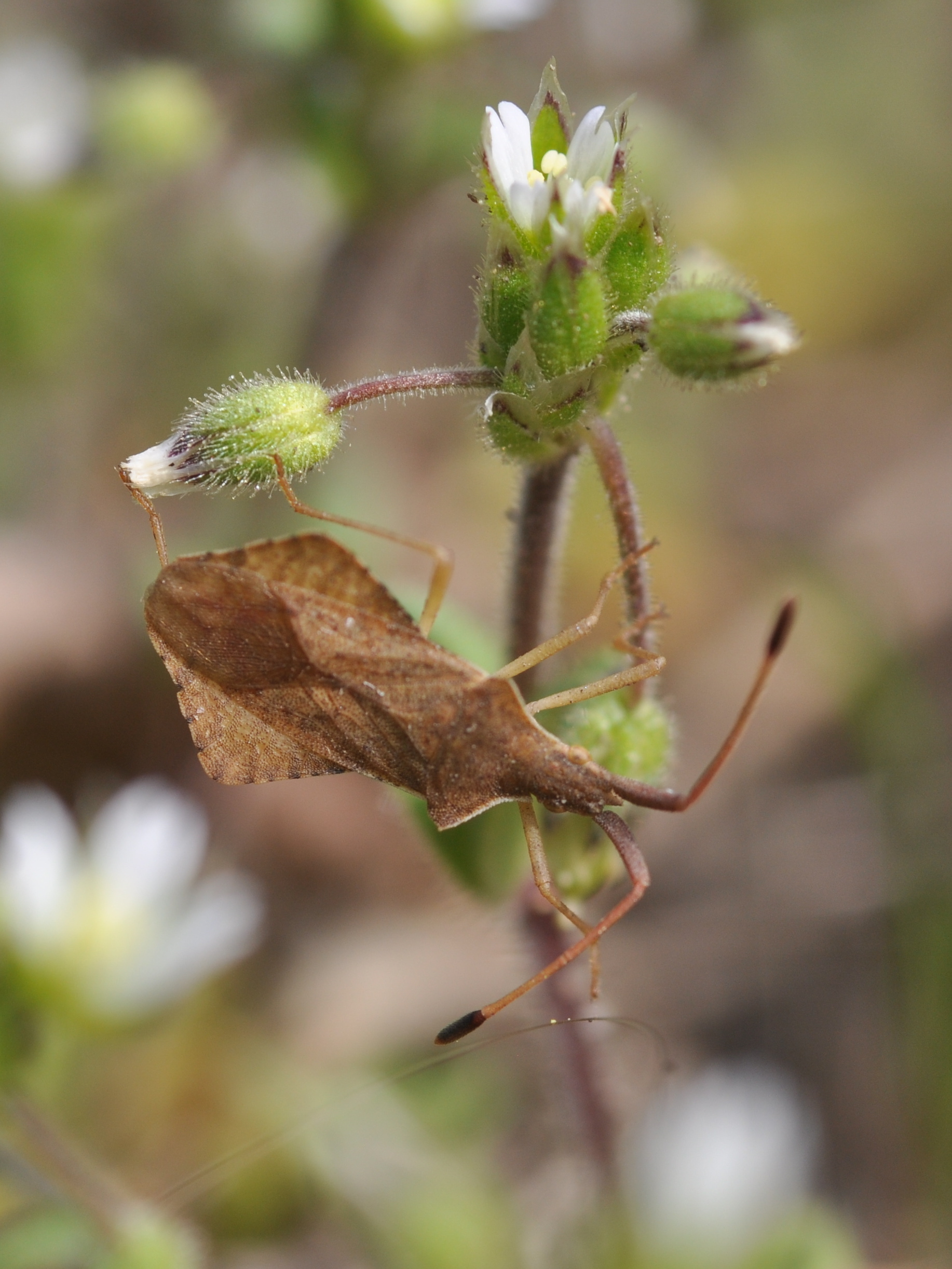
Syromastus rhombeus

### Liste des sous-familles, tribus et genres
Selon BioLib (6 août 2022) :
- sous-famille Coreinae Leach, 1815
  - tribu Acanthocephalini Stål, 1870
    - genre Acanthocephala Laporte, 1833
    - genre Anomalopetalops Brailovsky, 2021
    - genre Antipetalops Brailovsky, 2021
    - genre Cervantistellus Brailovsky & Barrera, 2005
    - genre Cleotopetalops Brailovsky, 1999
    - genre Cryptopetalops Brailovsky, 2021
    - genre Ctenomelynthus Breddin, 1903
    - genre Empedocles Stål, 1868
    - genre Ichilocoris Brailovsky & Barrera, 2001
    - genre Laminiceps Costa, 1863
    - genre Leptopetalops Breddin, 1901
    - genre Lucullia Stål, 1865
    - genre Meluchopetalops Breddin, 1903
    - genre Petalops Amyot & Serville, 1843
    - genre Placophyllopus Blöte, 1938
    - genre Salapia Stål, 1865
    - genre Stenometapodus Breddin, 1903
    - genre Thymetus Stål, 1868
    - genre Zygometapodus Brailovsky, 2018

  - tribu Acanthocerini Bergroth, 1913
    - genre Acanthocerus Palisot de Beauvois, 1818
    - genre Athaumastus Mayr, 1865
    - genre Beutelspacoris Brailovsky, 1987
    - genre Brulecoris Brailovsky, 2015
    - genre Camptischium Amyot & Serville, 1843
    - genre Crinocerus Burmeister, 1835
    - genre Dalensocoris Brailovsky, 2015
    - genre Dersagrena Kirkaldy, 1904
    - genre Elachisme Kirkaldy, 1904
    - genre Euthochtha Mayr, 1865
    - genre Golema Amyot & Serville, 1843
    - genre Guilbertocoris Brailovsky & Barrera, 2016
    - genre Lacrimascellus Brailovsky, 2015
    - genre Lybindus Stål, 1860
    - genre Machtima Amyot & Serville, 1843
    - genre Moronopelios Brailovsky, 1988
    - genre Rondoneva Brailovsky & Barrera, 2003
    - genre Sagotylus Mayr, 1865
    - genre Schaeferocoris O'Shea, 1980
    - genre Thlastocoris Mayr, 1866
    - genre Zoreva Amyot & Serville, 1843

  - tribu Acanthocorini Amyot & Audinet-Serville, 1843
    - genre Acanthocoris Amyot & Serville, 1843
    - genre Antanambecoris Brailovsky, 2001
    - genre Choerommatus Amyot & Serville, 1843
    - genre Cordysceles Hsiao, 1963
    - genre Murtula Schouteden, 1912
    - genre Petalocnemis Stål, 1854
    - genre Phelaus Stål, 1866
    - genre Physomerus Burmeister, 1835
    - genre Pluotenia Brailovsky, 2001
    - genre Pomponatius Distant, 1904
    - genre Postleniatus Brailovsky, 2007
    - genre Rhyticoris Costa, 1863
    - genre Turrana Distant, 1911

  - tribu Agriopocorini Miller, 1954
    - genre Agriopocodemus Brailovsky & Cassis, 1999
    - genre Agriopocoris Miller, 1954
    - genre Agriopocoscelis Brailovsky & Cassis, 1999
    - genre Agriopocostella Brailovsky & Cassis, 1999
    - genre Tylocryptus Horváth, 1932

  - tribu Amorbini Stål, 1873
    - genre Acroelytrum Mayr, 1865
    - genre Amorbus Dallas, 1852
    - genre Cneius Stål, 1866
    - genre Gelonus Stål, 1866
    - genre Kormijirania Brailovsky & Cassis, 1999
    - genre Kurnaina Distant, 1911
    - genre Kurrajongia Brailovsky & Monteith, 1998
    - genre Liaspis Bergroth, 1894
    - genre Mirabilamorbus Brailovsky, 2001
    - genre Papuamorbus Brailovsky, 2006
    - genre Tambourina Distant, 1911

  - tribu Anhomoeini Hsiao, 1964
    - genre Anhomoeus Hsiao, 1963

  - tribu Anisoscelini Laporte, 1832
    - genre Anisoscelis Latreille, 1829
    - genre Baldus Stål, 1868
    - genre Bellamynacoris Brailovsky, 1997
    - genre Belonomus Uhler, 1869
    - genre Chondrocera Laporte, 1832
    - genre Coribergia Casini, 1984
    - genre Dalmatomammurius Brailovsky, 1982
    - genre Diactor Perty, 1830
    - genre Holhymenia Lepeletier & Serville, 1825
    - genre Kalinckascelis Brailovsky, 1990
    - genre Leptoglossus Guérin-Méneville, 1831
    - genre Leptopelios Brailovsky, 2001
    - genre Leptoscelis Laporte de Castelnau, 1833
    - genre Leptostellana Brailovsky, 1997
    - genre Malvana Stål, 1865
    - genre Malvanaioides Brailovsky, 1990
    - genre Narnia Stål, 1862
    - genre Onoremia Brailovsky, 1995
    - genre Petalopus Kirby, 1828
    - genre Phthia Stål, 1862
    - genre Phthiacnemia Brailovsky, 2009
    - genre Phthiadema Brailovsky, 2009
    - genre Phthiarella Brailovsky, 2009
    - genre Plunentis Stål, 1860
    - genre Rhytidophthia Brailovsky, 2009
    - genre Sephinioides Brailovsky, 1996
    - genre Tarpeius Stål, 1868
    - genre Ugnius Stål, 1860

  - tribu Barreratalpini Brailovsky, 1988
    - genre Barreratalpa Brailovsky, 1988

  - tribu Chariesterini Stål, 1867
    - genre Chariesterus Laporte, 1832
    - genre Plapigus Stål, 1860
    - genre Ruckesius Yonke, 1972
    - genre Staluptus Stål, 1860

  - tribu Chelinideini Blatchley, 1926
    - genre Chelinidea Uhler, 1863

  - tribu Cloresmini Stål, 1873
    - genre Cloresmus Stål, 1860
    - genre Notobitiella Hsiao, 1963
    - genre Notobitus Stål, 1860
    - genre Priocnemicoris Costa, 1863
    - genre Wasbauerellus Brailovsky, 2007

  - tribu Colpurini Breddin, 1900
    - genre Acantholybas Breddin, 1899
    - genre Acanthotyla Stål, 1873
    - genre Acarihygia Brailovsky, 1993
    - genre Agathyrna Stål, 1861
    - genre Ashlockhygia Brailovsky & Ortega Leon, 1994
    - genre Astacops Boisduval, 1835
    - genre Ballhygia Brailovsky & Ortega Leon, 1994
    - genre Baumannhygia Brailovsky, 1996
    - genre Brachylybas Stål, 1871
    - genre Brachylybastella Brailovsky, 1995
    - genre Buruhygia Brailovsky, 1993
    - genre Calyptohygia Brailovsky, 1998
    - genre Carayonhygia Brailovsky, 2002
    - genre Carvalhygia Brailovsky, 1995
    - genre Cephalohygia Brailovsky, 2004
    - genre Eludohygia Brailovsky, 1996
    - genre Grosshygia Brailovsky, 1993
    - genre Grosshygioides Brailovsky, 1993
    - genre Halohygia Brailovsky & Barrera, 2004
    - genre Heisshygia Brailovsky, 1993
    - genre Heydonhygia Brailovsky & Barrera, 2005
    - genre Homalocolpura Breddin, 1900
    - genre Hygia Uhler, 1861
    - genre Kekihygia Brailovsky, 1994
    - genre Kerzhnerhygia Brailovsky, 1993
    - genre Kinabaluhygia Brailovsky, 1996
    - genre Lobogonius Stål, 1871
    - genre Lothygia Brailovsky, 1994
    - genre Lygaeopharus Stål, 1871
    - genre Missimhygia Brailovsky, 1993
    - genre Monasavuhygia Brailovsky, 1996
    - genre Neohalohygia Brailovsky & Barrera, 2004
    - genre Neosciophyrus Brailovsky, 2003
    - genre Nepiohygia Brailovsky, 2003
    - genre Nishihygia Brailovsky, 2000
    - genre Pachycolpura Breddin, 1900
    - genre Pachycolpuroides Brailovsky, 1993
    - genre Panstronhygia Brailovsky & Barrera, 2000
    - genre Riedelhygia Brailovsky & Barrera, 2005
    - genre Salgohygia Brailovsky & Barrera, 2004
    - genre Schaeferhygia Brailovsky & Ortega Leon, 1994
    - genre Sciophyrella Brailovsky & Barrera, 1996
    - genre Sciophyritides Brailovsky & Barrera, 1996
    - genre Sciophyroides Brailovsky & Barrera, 1996
    - genre Sciophyropsis Brailovsky & Barrera, 1996
    - genre Sciophyrus Stål, 1873
    - genre Scioriedeli Brailovsky, 2004
    - genre Sibuyanhygia Brailovsky, 1997
    - genre Sohnhygia Brailovsky, 2003
    - genre Sulawsihygia Brailovsky, 2000
    - genre Tachycolpura Breddin, 1900
    - genre Typhlocolpura Breddin, 1900
    - genre Ullrihygia Brailovsky & Barrera, 2003
    - genre Vittorius Distant, 1902
    - genre Warishygia Brailovsky, 2003
    - genre Weirhygia Brailovsky, 2001
    - genre Wolfius Distant, 1902
    - genre Woodwardhygia Brailovsky, 1993
    - genre Wygohygia Brailovsky, 1993
    - genre Xanthocolpura Breddin, 1900
    - genre Yasunahygia Brailovsky, 2003

  - tribu Coreini Leach, 1815
    - genre Centrocoris Kolenati, 1845
    - genre Centroplax Horváth, 1932
    - genre Cercinthinus Kiritshenko, 1916
    - genre Cercinthus Stål, 1860
    - genre Coreus Fabricius, 1794
    - genre Enoplops Amyot & Audinet-Serville, 1843
    - genre Eretmophora Stein, 1860
    - genre Haidara Distant, 1908
    - genre Haploprocta Stål, 1872
    - genre Oannes Distant, 1911
    - genre Spathocera Stein, 1860
    - genre Syromastus Berthold, 1827

  - tribu Cyllarini Stål, 1873
    - genre Cyllarus Stål, 1866

  - tribu Daladerini Stål, 1873
    - genre Brachytes Westwood, 1842
    - genre Dalader Amyot & Serville, 1843
    - genre Daladeropsis Karsch, 1894
    - genre Elasmogaster Stål, 1854
    - genre Hormambogaster Karsch, 1892
    - genre Kerzhnercryptes Brailovsky, 2002
    - genre Odontocurtus Brailovsky, 2011
    - genre Odontorhopala Stål, 1873
    - genre Parabrachytes Distant, 1879
    - genre Rhombolaparus Bergroth, 1906

  - tribu Dasynini Bergroth, 1913
    - genre Amblypelta Stål, 1873
    - genre Anadasynus China, 1934
    - genre Aulacosterjanus Brailovsky, 2002
    - genre Aulacosternum Dallas, 1852
    - genre Chinadasynus Hsiao, 1964
    - genre Dasynopsis Hsiao, 1963
    - genre Dasynus Burmeister, 1834
    - genre Dicorymbus Bergroth, 1918
    - genre Galaesus Dallas, 1852
    - genre Jalina Distant, 1911
    - genre Jalinoides Dolling, 1974
    - genre Madagalaesus Brailovsky, 2007
    - genre Odontoparia Mayr, 1865
    - genre Paradasynus China, 1934
    - genre Piramurana Distant, 1911
    - genre Piramuranoides Dolling, 1974
    - genre Pseudopendulinus Schouteden, 1938
    - genre Sinodasynus Hsiao, 1963
    - genre Theraptus Stål, 1860
    - genre Xenoceraea Bergroth, 1918

  - tribu Discogastrini Stål, 1867
    - genre Cnemomis Stål, 1860
    - genre Coryzoplatus Spinola, 1837
    - genre Discogaster Burmeister, 1835
    - genre Karnaviexallis Brailovsky, 1984
    - genre Lupanthus Stål, 1860
    - genre Savius Stål, 1862
    - genre Scamurius Stål, 1860
    - genre Schuhgaster Brailovsky, 1993

  - tribu Gonocerini Mulsant & Rey, 1870
    - genre Brotheolus Bergroth, 1908
    - genre Brunsellius Distant, 1902
    - genre Cletoliturus Brailovsky, 2011
    - genre Cletomorpha Mayr, 1866
    - genre Cletoscellus Brailovsky, 2011
    - genre Cletus Stål, 1860
    - genre Gonocerus Berthold, 1827
    - genre Junodis Van Reenen, 1976
    - genre Plinachtus Stål, 1860
    - genre Pseudotheraptus Brown, 1955
    - genre Trallianus Distant, 1902

  - tribu Homoeocerini Amyot & Serville, 1843
    - genre Aschistocoris Bergroth, 1909
    - genre Ceratopachys Westwood, 1842
    - genre Diocles Stål, 1866
    - genre Fracastorius Distant, 1902
    - genre Homoeocerus Burmeister, 1835
    - genre Omanocoris Kiritshenko, 1916
    - genre Ornytus Dallas, 1852
    - genre Prismatocerus Amyot & Serville, 1843
    - genre Uranocoris Walker, 1871

  - tribu Hypselonotini Bergroth, 1913
    - genre Acanonicus Westwood, 1842
    - genre Acidomeria Stål, 1870
    - genre Althos Kirkaldy, 1904
    - genre Anasa Amyot & Serville, 1843
    - genre Arioge Stål, 1868
    - genre Astygiton Berg, 1884
    - genre Catorhintha Stål, 1860
    - genre Cebrenis Stål, 1862
    - genre Cebreniscella Brailovsky, 1995
    - genre Cebrenistella Brailovsky, 1995
    - genre Cimolus Stål, 1862
    - genre Collatia Stål, 1862
    - genre Daphnasa Brailovsky, 1984
    - genre Eldarca Signoret, 1863
    - genre Encedonia Stål, 1868
    - genre Hypselonotus Hahn, 1826
    - genre Microbasis Dallas, 1852
    - genre Namacus Amyot & Serville, 1843
    - genre Nirovecus Stål, 1860
    - genre Nisoscolopocerus Barber, 1928
    - genre Paryphes Burmeister, 1835
    - genre Petersitocoris Brailovsky, 1990
    - genre Petersitocoroides Brailovsky, 1992
    - genre Rochrosoma Reed, 1899
    - genre Scolopocerus Uhler, 1875
    - genre Sethenira Spinola, 1837
    - genre Sphictyrtus Stål, 1860
    - genre Stenoprasia Horváth, 1913
    - genre Stiroptus Stål, 1860
    - genre Sundarus Amyot & Serville, 1843
    - genre Vasquezitocoris Brailovsky, 1990
    - genre Vazquezitocoris Brailovsky, 1990
    - genre Viklundocoris Brailovsky, 2002
    - genre Villasitocoris Brailovsky, 1990
    - genre Zicca Amyot & Serville, 1843

  - tribu Latimbini Stål, 1873
    - genre Latimbus Stål, 1860
    - genre Ptyctus Stål, 1873

  - tribu Manocoreini Hsiao, 1964
    - genre Manocoreus Hsiao, 1964

  - tribu Mecocnemini Hsiao, 1964
    - genre Mecocnemis Hsiao, 1964

  - tribu Mictini Amyot & Serville, 1843
    - genre Allocara Bergroth, 1894
    - genre Amygdonia Schouteden, 1938
    - genre Anoplocnemis Stål, 1873
    - genre Aspilosterna Stål, 1873
    - genre Aurelianus Distant, 1902
    - genre Breddinella Dispons, 1962
    - genre Callichlamydia Stål, 1873
    - genre Canungrantmictis Brailovsky, 2002
    - genre Cipia Stål, 1866
    - genre Cossutia Stål, 1866
    - genre Derepteryx White, 1839
    - genre Dianomictis O'Shea, 1980
    - genre Ditora Schouteden, 1938
    - genre Dollingocoris O'Shea, 1980
    - genre Elasmocnema Karsch, 1892
    - genre Elasmocniella Brailovsky, 2011
    - genre Elasmopoda Stål, 1873
    - genre Fumua Schouteden, 1912
    - genre Haglundina Schouteden, 1938
    - genre Helcomeria Stål, 1873
    - genre Kennetus Distant, 1904
    - genre Kolleriella Schouteden, 1938
    - genre Mercennus Distant, 1904
    - genre Mictiopsis Hsiao, 1965
    - genre Mictis Leach, 1814
    - genre Molipteryx Kiritshenko, 1916
    - genre Mygdonia Stål, 1866
    - genre Myrrhina Linnavuori, 1973
    - genre Neaira Linnavuori, 1973
    - genre Neomictis O'Shea & Schaefer, 1980
    - genre Notobitopsis Blöte, 1938
    - genre Notopteryx Hsiao, 1963
    - genre Ochrochira Stål, 1873
    - genre Odontobola Stål, 1873
    - genre Phyllogonia Stål, 1873
    - genre Plectropoda Bergroth, 1894
    - genre Plectropodoides Schouteden, 1938
    - genre Prionolomia Stål, 1873
    - genre Prionolomiopsis O'Shea, 1980
    - genre Pseudomictis Hsiao, 1963
    - genre Pseudophelaus Schouteden, 1938
    - genre Pternistria Stål, 1873
    - genre Puppeia Stål, 1866
    - genre Raunothryallis Faúndez, 2016
    - genre Rhamnomia Hsiao, 1963
    - genre Schroederia Schmidt, 1911
    - genre Schwetzia Schouteden, 1938
    - genre Thryallis Linnavuori, 1973
    - genre Xyrophoreus Breddin, 1909

  - tribu Nematopodini Amyot & Serville, 1843
    - genre Cnemyrtus Stål, 1860
    - genre Curtius Stål, 1870
    - genre Grammopoecilus Stål, 1868
    - genre Himella Dallas, 1852
    - genre Melucha Amyot & Serville, 1843
    - genre Meluchamixia Brailovsky, 1987
    - genre Mozena Amyot & Serville, 1843
    - genre Nectoquintius Brailovsky & Barrera, 2002
    - genre Nematopus Berthold, 1827
    - genre Neoquintius Brailovsky & Barrera, 1986
    - genre Ouranion Kirkaldy, 1904
    - genre Pachylis Lepeletier & Serville, 1825
    - genre Papeocoris Brailovsky, 2002
    - genre Piezogaster Amyot & Serville, 1843
    - genre Quintius Stål, 1865
    - genre Saguntus Stål, 1865
    - genre Stentoquintius Brailovsky & Barrera, 2002
    - genre Thasopsis O'Shea, 1980
    - genre Thasus Stål, 1865
    - genre Tovarocoris Brailovsky, 1995
    - genre Vivianadema Brailovsky, 1987
    - genre Wilcoxina O'Shea, 1980

  - tribu Petascelini Stål, 1873
    - genre Aurivilliana Distant, 1881
    - genre Carlisis Stål, 1858
    - genre Dilycochtha Karsch, 1895
    - genre Neotrematocoris Ahmad, 1979
    - genre Oxypristis Signoret, 1861
    - genre Petascelis Signoret, 1847
    - genre Petascelisca Distant, 1881
    - genre Petillia Stål, 1865
    - genre Petillocoris Hsiao, 1963
    - genre Petillopsis Hsiao, 1963
    - genre Sulpicia Stål, 1866
    - genre Trematocoris Mayr, 1865
    - genre Zenkeria Karsch, 1895

  - tribu Phyllomorphini Mulsant & Rey, 1870
    - genre Pephricus Amyot & Serville, 1843
    - genre Phyllomorpha Laporte, 1833
    - genre Tongorma Kirkaldy, 1900

  - tribu Placoscelini Stål, 1868
    - genre Bermejanus Brailovsky, 2018
    - genre Nyttum Spinola, 1837
    - genre Plaxiscelis Spinola, 1837
    - genre Stenoeurilla Brailovsky & Barrera, 2012
    - genre Stenoscelidea Westwood, 1842

  - tribu Prionotylini Puton, 1872
    - genre Prionotylus Fieber, 1860

  - tribu Procamptini Ahmad, 1964
    - genre Procamptus Bergroth, 1925

  - tribu Sinotagini Hsiao, 1963
    - genre Sinotagus Kiritshenko, 1916

  - tribu Spartocerini Amyot & Serville, 1843
    - genre Euagona Dallas, 1852
    - genre Eubule Stål, 1868
    - genre Menenotus Laporte, 1832
    - genre Molchina Amyot & Serville, 1843
    - genre Sephina Amyot & Serville, 1843
    - genre Spartocera Laporte, 1832

  - genre Amblyomia Stål, 1870
  - genre Mamurius Stål, 1862
  - genre †Achrestocoris Scudder, 1890
  - genre †Ferriantenna Cumming & Le Tirant, 2021
  - genre †Magnusantenna Du & Chen, 2021
  - genre †Phthinocoris Scudder, 1890
  - genre †Piezocoris Scudder, 1890
  - genre †Pseudodasynus Zhang, 1989
- sous-famille Hydarinae Stål, 1873
  - genre Corduba Stål, 1862
  - genre Eohydara Bergroth, 1925
  - genre Hydara Dallas, 1852
  - genre Hydarella Bergroth, 1925
  - genre Hydarellamixia Brailovsky, 1988
  - genre Hydaropsis Hsiao, 1965
  - genre Hydascelis Brailovsky, 2010
  - genre Madura Stål, 1860
  - genre Maduranoides Brailovsky, 1988
- sous-famille Meropachyinae Stål, 1867
  - tribu Merocorini Stål, 1870
    - genre Merocoris Perty, 1833

  - tribu Meropachyini Stål, 1868
    - genre Alcocerniella Brailovsky, 1999
    - genre Badilloniella Brailovsky & Barrera, 2001
    - genre Esparzaniella Brailovsky & Barrera, 2001
    - genre Flavius Stål, 1862
    - genre Gracchus Stål, 1862
    - genre Hirilcus Stål, 1862
    - genre Juaristiella Brailovsky, 1999
    - genre Larraldiella Brailovsky, 1999
    - genre Marichisme Kirkaldy, 1904
    - genre Meropachys Burmeister, 1835
    - genre Meropalionellus Brailovsky, 2009
    - genre Peranthus Stål, 1868
    - genre Possaniella Brailovsky, 1999
    - genre Romoniella Brailovsky & Barrera, 2001
    - genre Salamancaniella Brailovsky & Luna, 2000
    - genre Serranoniella Brailovsky & Barrera, 2001
    - genre Soteloniella Brailovsky, 1999
    - genre Zettelniella Brailovsky, 2009

  - tribu Spathophorini Kormilev, 1954
    - genre Acocopus Stål, 1864
    - genre Allopeza Bergroth, 1912
    - genre Diariptus Stål, 1860
    - genre Egerniella Brailovsky, 2000
    - genre Himellastella Brailovsky & Barrera, 1998
    - genre Lycambes Stål, 1862
    - genre Paralycambes Kormilev, 1954
    - genre Spathophora Amyot & Serville, 1843
- sous-famille Pseudophloeinae Stål, 1868
  - tribu Clavigrallini Stål, 1873
    - genre Clavigralla Spinola, 1837
    - genre Clavigralloides Dolling, 1978
    - genre Gralliclava Dolling, 1978
    - genre Oncaspidia Stål, 1873

  - tribu Pseudophloeini Stål, 1868
    - genre Anoplocerus Kiritshenko, 1926
    - genre Arenocoris Hahn, 1834
    - genre Bathysolen Fieber, 1860
    - genre Bothrostethus Fieber, 1860
    - genre Ceraleptus Costa, 1847
    - genre Coriomeris Westwood, 1842
    - genre Hoplolomia Stål, 1873
    - genre Indolomia Dolling, 1986
    - genre Loxocnemis Fieber, 1860
    - genre Mevanidea Reuter, 1883
    - genre Mevaniomorpha Reuter, 1883
    - genre Microtelocerus Reuter, 1900
    - genre Myla Stål, 1866
    - genre Nemocoris Sahlberg, 1848
    - genre Neomevaniomorpha Dolling, 1986
    - genre Paramyla Linnavuori, 1971
    - genre Pseudomyla Dolling, 1986
    - genre Psilolomia Breddin, 1909
    - genre Pungra Dolling, 1986
    - genre Risbecocoris Izzard, 1949
    - genre Strobilotoma Fieber, 1860
    - genre Ulmicola Kirkaldy, 1909
    - genre Urartucoris Putshkov, 1979
    - genre Vilga Stål, 1860

  - genre †Heeria Scudder, 1890
- genre †Bibiticen Hong, 1984
- genre †Coreiopsis Hong, 1983
- genre †Coreites Heer, 1853
- genre †Corioides Hong, 1987
- genre †Harmostites Heer, 1853
- genre †Ichnomnematus Zhang Junfeng, Sun Bo & Zhang Xiyu, 1994
- genre †Karatavocoris Becker-Migdisova, 1962
- genre †Kerjiecoris Lin, 1992
- genre †Kezuocoris Hong, 1987
- genre †Neocorum Lin, 1977
- genre †Oxyproctus Zhang Junfeng, Sun Bo & Zhang Xiyu, 1994
- genre †Palaeocoris Heer, 1853
- genre †Shanwangicoris Hong & Wang, 1987
- genre †Spartocerus Laporte de Castelnau, 1840
- genre †Weichangicoris Hong, 1984